# Le Téméraire (périodique)
Pour les articles homonymes, voir Téméraire.
Le Téméraire est une revue illustrée pour les jeunes de tendance collaborationniste publiée à Paris du 15 janvier 1943 au 1er août 1944. De janvier 1943 à la Libération, c'est le seul magazine pour la jeunesse diffusé en zone occupée.

## Historique

### Origines du journal
Après l'Armistice du 22 juin 1940, la France est divisée en plusieurs zones. La moitié nord et la côte atlantique forment la zone occupée, placée directement sous administration nazie. Fin 1941, les autorités allemandes d'occupation commencent à appliquer de manière stricte leurs réglementations sur les contingentements du papier de presse dans la zone occupée, en approvisionnant prioritairement les titres de la presse collaborationniste. Faute de papier, les revues pour la jeunesse disparaissent une par une au printemps 1942. Des publications se maintiennent en zone libre mais même après l'invasion de celle-ci le 11 novembre 1942, la presse ne peut circuler entre les deux zones. 
Dans ce contexte, Le Téméraire est créé sous l'initiative conjointe de la Propagandastaffel et de l'éditeur français Jacques Carlin. Côté allemand, le responsable de l'opération est le directeur spécial (Sonderführer) Walter Beer, chargé de la censure de la Pariser Zeitung. Carlin travaille comme secrétaire général du quotidien Paris-Midi. Il crée une société destinée à l'édition du Téméraire. Cette société ne comporte pas de capitaux allemands.
Les origines du Téméraire sont également liées à l'organisation des « Jeunes du Maréchal », dont l'initiateur est Jacques Bousquet, ancien directeur de cabinet d'Abel Bonnard, ministre de l'Éducation nationale du Régime de Vichy. À la suite de dissensions politiques dans la direction (notamment entre pétainistes et partisan d'un soutien total à l'Allemagne nazie), le mouvement éclate à l'été 1942. Bousquet entraîne avec lui une partie de la rédaction du journal du mouvement, Jeune Force, qui va se retrouver dans la direction du Téméraire. C'est notamment le cas du secrétaire de rédaction de Jeune Force, connu sous le pseudonyme d'André Ramon, et d'André Devaux, qui poursuit dans le Téméraire une série d'articles scientifiques inaugurée dans Jeune Force. Bousquet lui-même devient le rédacteur en chef du Téméraire.
André Ramon affirme avoir inventé la formule du journal, en s'inspirant du célèbre magazine Robinson. Le Téméraire doit aussi beaucoup à Gavroche, un illustré qui a paru en zone occupée de 1940 à 1942, et dont sont issus nombre d'illustrateurs du journal.

### Parution
Le premier numéro du Téméraire paraît le 15 janvier 1943. 38 numéros du journal vont suivre, ainsi que 3 numéros spéciaux et un album. Le tirage du journal varie de 100 000 à 150 000 exemplaires, ce qui est très important pour la période, marquée par une pénurie grandissante de papier.

## Format du journal
La parution est bimensuelle. Le journal se présente dans un grand format (39x29,5 cm). Un numéro comporte 8 pages (à l'exception du Spécial Vacances qui en compte 16), 4 polychromes et 4 en noir et blanc.
La structure du Téméraire a peu varié au cours de son existence. La première page comporte une grande illustration en couleur qui annonce le thème du numéro. Ce thème est développé dans des articles dans les pages 2 et 3. Les pages centrales, en couleur, sont essentiellement occupées par des bandes dessinées. Les deux pages suivantes comportent un roman (p. 6) et des jeux, chroniques et comptes rendus des activités des « Cercles des Téméraires ». Enfin, la dernière page en couleur est à nouveau consacrée à la bande dessinée.

## Un journal de propagande
Le Téméraire transmet alors toute une propagande hitlérienne :
« Les situations et les thèmes développés sont largement inspirés de l'idéologie national-socialiste et de la collaboration européenne. L'ennemi du héros est soviétique, juif ou terroriste ».

## Rédacteurs et dessinateurs
Les principaux auteurs de bandes dessinées du journal sont Erik (pseudonyme d'André René Jolly), Vica (pseudonyme de Vincent Krassousky), Auguste Liquois et Francis Josse.
Erik avec le feuilleton humoristique Fulminate et Vorax est présent dans tous les numéros. Il est l'auteur d'autres bandes pour les numéros spéciaux, et d'illustrations de divers articles. Auguste Liquois dessine la série de science-fiction Vers les mondes inconnus fortement inspirée du Flash Gordon d'Alex Raymond. Francis Josse illustre Marc le téméraire, série qui figurait habituellement en pages centrales du journal. Vica est présent dans pratiquement tous les numéros avec différentes histoires mettant en scène son personnage de Vica le marin et illustre plusieurs articles.
Autres auteurs :
- Jean Ache (Biceps, costaud sentimental)
- Eugène Gire
- Étienne Le Rallic
- Stéphane Pizella
- Raymond Poïvet qui reprend Vers les mondes inconnus pour les quatre derniers numéros de la revue
- Marcel Turlin sous le pseudonyme de Matt

## Fin du journal et devenir des membres
Le dernier numéro du Téméraire est daté du 1er août 1944. Après la libération de Paris, les locaux du journal sont occupés par des cellules communistes qui en détruisent les archives. Une enquête sur chacun des collaborateurs réguliers ou occasionnels du journal est lancée, mais elle se termine par un non-lieu général, avec la conclusion suivante attribuée à chaque inculpé : « Aucun de ses dessins ou de ses illustrations ne fait allusion à la politique ou aux évènements militaires ». Seul Vica fait exception : la procédure individuelle lancée contre lui aboutit à une condamnation d'un an de prison.
Quant au rédacteur en chef, Jacques Bousquet, il est lui passé à la résistance dans les rangs des FFI, de même que l'éditeur Carlin et le rédacteur Ramon ! Pour sa défense, Bousquet affirme que ce basculement aurait eu lieu bien plus tôt en septembre 1943, dans le cadre d'un groupe de résistance appelé « Réseau Navarre ». Il s'engage ensuite avec Carlin dans la 2e division blindée. La justice rattrape tout de même les responsables du journal et procède à une confrontation entre eux, mais finit par classer toute l'affaire. 
Peu après, une grande partie de l'équipe de dessinateurs passera au journal communiste Vaillant.[réf. nécessaire].